# Vimara d'Astúries
Vimara o Vimarà (Astúries, s. VIII—Cangues d'Onís, 767) fou un infant d'Astúries.

## Orígens familiars
Va ser fill d'Alfons I d'Astúries i de la seva muller Ermessenda. Fou germà del rei Fruela I i d'Adossenda i germanastre de Mauregat.

## Assassinat
No es coneix res de la seva vida tret del seu assassinat a mans del seu germà a Cangues d'Onís el 767. D'acord amb les cròniques, el motiu de l'assassinat hauria estat a causa l'augment de simpaties de l'infant i la possibilitat que aquest li disputés el tron al monarca. Tanmateix, el fratricidi va tenir conseqüències per a Fruela, perquè els seus propis parents es van rebel·lar contra ell i el van assassinar l'any següent per venjança de la mort de Vimara.

## Descendència
Vimara va tenir un fill, Beremund, que hom ha identificat com a Beremund I el Diaca, que va regnar més tard. Abans del regicidi, Fruela el va adoptar com a reparació de l'assassinat del seu germà.